# Quasisatelliet

Schijnbare baan van quasisatelliet Cruithne gezien vanaf de Aarde

Een quasisatelliet is een planetoïde die in dezelfde tijd als een planeet om de zon draait.
De quasisatelliet zit in een 1:1 baanresonantie gevangen. De quasisatelliet blijft nabij de planeet gedurende hun gezamenlijke omwenteling om de zon. Doorgaans vertoont de quasisatelliet een grotere excentriciteit van haar baan. Gezien vanuit de planeet lijkt de quasisatelliet een hoefijzervormige baan te volgen.

## Voorbeelden
De Aarde heeft Cruithne, 2003 YN 107 en 164207 2004 GU 9 als bekende quasisatellieten. Venus heeft 2002 VE 68 als quasisatelliet.